# Noel (Misuri)
Noel es una ciudad ubicada en el condado de McDonald en el estado estadounidense de Misuri. En el Censo de 2010 tenía una población de 1832 habitantes y una densidad poblacional de 340,89 personas por km².

## Geografía
Noel se encuentra ubicada en las coordenadas 36°32′31″N 94°29′27″O / 36.54194, -94.49083. Según la Oficina del Censo de los Estados Unidos, Noel tiene una superficie total de 5.37 km², de la cual 5.18 km² corresponden a tierra firme y (3.66%) 0.2 km² es agua.

## Demografía
Según el censo de 2010, había 1832 personas residiendo en Noel. La densidad de población era de 340,89 hab./km². De los 1832 habitantes, Noel estaba compuesto por el 56.6% blancos, el 4.97% eran afroamericanos, el 2.4% eran amerindios, el 0.11% eran asiáticos, el 2.95% eran isleños del Pacífico, el 29.42% eran de otras razas y el 3.55% pertenecían a dos o más razas. Del total de la población el 49.67% eran hispanos o latinos de cualquier raza.